# Jana Andrsová
Jana Andrsová (n. Večtomová; n. 8 august 1939, Praga, Protectoratul Boemiei și Moraviei – d. 16 februarie 2023, Praga, Cehia) a fost o balerină și actriță cehă. În 1957 a absolvit Conservatorul de Dans din Praga și a început să lucreze împreună cu Ansamblul de Artă al Armatei Vitus Nejedly⁠(d).

## Laterna Magika
Din 1959 până în 1978, Andrsová a lucrat la compania de avangardă de teatru multimedia a lui Josef Svoboda⁠(d), Laterna Magika⁠(d), inițial ca fată de cor și mai târziu (începând din 1973) ca primă balerină. În recenzia lui Allen Hughes⁠(d) despre debutul companiei în august 1964 la Carnegie Hall a unei sesiuni care a susținut 23 de spectacole în acel loc sub conducerea lui Miloš Forman:433 sunt descriși ca „un spectacol de teatru ceh care a intrat pentru prima dată în atenția internațională la Târgul Mondial de la Bruxelles⁠(d) (Expo 58)”.
În 1966, Andrsová a jucat în producția multimedia coregrafiată a lui Alfréd Radok Laterna Magika: Variation 66, The Opening of the Wells, scrisă de Miloš Forman în colaborare cu Jan Švankmajer.

## Pensionare și deces
După pensionare, Andrsová a continuat să joace în diferite roluri pe scenă. În 2014 (și într-o reluare din 2016) a jucat în rolul unei virtuoase eroine în vârstă, Madame de Rosemonde, în producția în premieră mondială a Baletului Teatrului Național din Praga, Valmont, adaptare a coregrafului Libor Vaculík după romanul Les Liaisons dangereuses (Legăturile primejdioase) al lui Pierre Choderlos de Laclos.
Andrsová a decedat la 16 februarie 2023, la vârsta de 83 de ani.

## Filmografie
- Strakonický dudák (1955) – nimfă de lemn
- Jak se Franta naučil bát (1959) – fiica morarului Veronika
- Rusalka (1962) – Rusalka (muzica cântată de Milada Šubrtová⁠(d))[11][12]
- Hoffmannovy povídky (1962) – Olympia
- Dvanáctého (1963) – dansatoare
- Svět je báječné místo k narození (1968) – ea însăși
- Bludiště moci (1969) – balerină
- Kočičí princ (1978) – mamă